# 2027-es női kézilabda-világbajnokság
A 2027-es női kézilabda-világbajnokságot Magyarország rendezi. Ez lesz a 28. női kézilabda-vb. A világbajnokságon 32 csapat vesz részt. A 2028. évi nyári olimpiai játékok legfontosabb kvalifikációs tornája.

## Helyszínek
A tervek szerint az alábbi négy városban rendezik a mérkőzéseket:
| Budapest         | Budapest Debrecen Győr Tatabánya | Debrecen, Magyarország                    |
| ---------------- | -------------------------------- | ----------------------------------------- |
| MVM Dome         | Budapest Debrecen Győr Tatabánya | Főnix Aréna                               |
| Férőhely: 20 022 | Budapest Debrecen Győr Tatabánya | Férőhely: 6500                            |
|                  | Budapest Debrecen Győr Tatabánya |                                           |
| Győr             | Budapest Debrecen Győr Tatabánya | Tatabánya                                 |
| Audi Aréna Győr  | Budapest Debrecen Győr Tatabánya | Tatabányai Multifunkcionális Sportcsarnok |
| Férőhely: 5500   | Budapest Debrecen Győr Tatabánya | Férőhely: 6000                            |
|                  | Budapest Debrecen Győr Tatabánya |                                           |

## Selejtezők
| Esemény                                  | Dátum             | Kvóta          | Nemzet           |
| ---------------------------------------- | ----------------- | -------------- | ---------------- |
| Rendező                                  | 2020. február 28. | 1              | Magyarország     |
| 2025-ös világbajnokság győztese          |                   | 1              |                  |
| 2026-os Európa-bajnokság                 |                   | 3 vagy 4       |                  |
| 2026-os Ázsia-bajnokság                  |                   | 4 vagy 5       |                  |
| 2026-os Dél- és Közép-Amerikai bajnokság |                   | 3              |                  |
| 2026-os Afrika-bajnokság                 |                   | 7              |                  |
| 2027-es európai selejtező                |                   | 9 vagy 10      |                  |
| 2027-es Nor.Ca-bajnokság                 |                   | 1              |                  |
| Szabadkártya                             | 2018. október 18. | 1 vagy 2[1][2] | Egyesült Államok |

Jegyzetek
- ↑ 1:  A 2028. évi nyári olimpiai játékokkal kapcsolatban az IHF szabadkártyát adott az Egyesült Államoknak a 2025-ös és 2027-es világbajnokságokra.[5][6]
- ↑ 2:  2. Ha az óceániai országok (Ausztrália és Új-Zéland) az Ázsia-bajnokságon az első öt között végeznek, akkor kijutnak a világbajnokságra, más esetben a kvóta szabadkártyává válik.

## Résztvevők
| Nemzet           | Részvételi jog | Kvalifikáció dátuma | Előző szereplések |
| ---------------- | -------------- | ------------------- | ----------------- |
| Magyarország     | Rendező        | 2020. február 28.   | 22                |
| Egyesült Államok | Szabadkártya   | 2018. október 18.   | 6                 |